# Felix Kracht
Felix Kracht (Krefeld, 13 maggio 1912 – Kirchweyhe, 3 ottobre 2002) è stato un ingegnere tedesco.

## Biografia
Dopo la laurea l'Università Tecnica di Aachen, ha messo le sue conoscenze teoriche in pratica all'associazione aeronautica Flugwissenschaftliche Vereinigung Aachen (OAV) ove costruì l'avanzato aliante FVA-10 "Rheinland". Kracht divenne famoso nel 1937 quando sorvolò le alpi utilizzando il suo velivolo. Successivamente gli fu affidato lo sviluppo del DFS 228 e dell'aereo sperimentale DFS 346.
Dopo la II Guerra Mondiale, era andato a lavorare in Francia con la Nord Aviation prima di trasferirsi in Germania alla testa del Deutsche Airbus GmbH. Prima di entrare in Airbus era particolarmente noto per aver coordinato il lavoro tra francesi e tedeschi sull'aereo da trasporto militare Transall C-160. Felix Kracht entrò a far parte del Airbus nel 1968 ed è stato il primo direttore di produzione sul programma A300.
Egli si concentrò sulla creazione di un'ampia selezione di competenze, ridusse i licenziamenti, promosse la collaborazione internazionale e ottimizzò l'organizzazione aziendale. Successivamente divenne Senior Vice President e fu il responsabile della produzione presso il sito di Tolosa fino al suo pensionamento nel 1981. Dopo il suo pensionamento, ha spesso agito in qualità di advisor di Airbus.
Felix Kracht morì il 3 ottobre 2002, novantenne, a Kirchweyhe vicino a Brema.